# ویلیام بدفورد (بازیکن فوتبال)
ویلیام بدفورد (انگلیسی: William Bedford؛ زادهٔ ) بازیکن فوتبال است.
از باشگاه‌هایی که در آن بازی کرده‌است می‌توان به باشگاه فوتبال دونکستر راورز اشاره کرد.